# 志和岐川
志和岐川（しわぎがわ）は、徳島県海部郡美波町を流れる二級河川である。

## 地理
海部郡美波町より同町を通過し太平洋に注ぐ。釣りの名所であり、グレ・イシダイ・ブダイ・カサゴ・メバル・アイ・イサギ・チヌ・ベラ・イシガキダイなどが釣れる。

## 流域の主な施設
- 徳島県道26号由岐大西線
- 美波町立由岐中学校
- 美波町立由岐小学校

## 流域の自治体
徳島県
海部郡美波町